# Tony Damascelli
Antonio Damascelli, detto Tony (Bari, 8 gennaio 1949), è un giornalista italiano, scrive su il Giornale, è stato opinionista su Telelombardia e Radio Sportiva, ed è attualmente opinionista su Radio Radio.

## Biografia
È editorialista del quotidiano il Giornale e di Tuttosport.
Nella seduta del 9 ottobre 2006, il consiglio dell'Ordine dei giornalisti della Lombardia, gli ha comminato la sanzione della sospensione di 4 mesi per il coinvolgimento in Calciopoli.